# Champdor
Champdor és un antic municipi francès, situat al departament de l'Ain i a la regió d'Alvèrnia-Roine-Alps. L'any 2007 tenia 440 habitants.
L'1 de gener de 2016 es va fusionar amb Corcelles i formar el municipi nou Champdor-Corcelles.

## Demografia

### Població
El 2007 la població de fet de Champdor era de 440 persones. Hi havia 168 famílies de les quals 40 eren unipersonals (24 homes vivint sols i 16 dones vivint soles), 44 parelles sense fills, 68 parelles amb fills i 16 famílies monoparentals amb fills.
La població ha evolucionat segons el següent gràfic:
Habitants censats

### Habitatges
El 2007 hi havia 245 habitatges, 177 eren l'habitatge principal de la família, 30 eren segones residències i 38 estaven desocupats. 176 eren cases i 69 eren apartaments. Dels 177 habitatges principals, 117 estaven ocupats pels seus propietaris, 56 estaven llogats i ocupats pels llogaters i 4 estaven cedits a títol gratuït; 5 tenien dues cambres, 20 en tenien tres, 58 en tenien quatre i 94 en tenien cinc o més. 155 habitatges disposaven pel capbaix d'una plaça de pàrquing. A 85 habitatges hi havia un automòbil i a 84 n'hi havia dos o més.

### Piràmide de població
La piràmide de població per edats i sexe el 2009 era:
| Homes | Edats   | Dones |
| ----- | ------- | ----- |
| 0     | 95 o +  | 0     |
| 4     | 90 a 94 | 0     |
| 0     | 85 a 89 | 0     |
| 0     | 80 a 84 | 0     |
| 4     | 75 a 79 | 4     |
| 4     | 70 a 74 | 8     |
| 8     | 65 a 69 | 4     |
| 16    | 60 a 64 | 8     |
| 12    | 55 a 59 | 12    |
| 16    | 50 a 54 | 4     |
| 28    | 45 a 49 | 28    |
| 16    | 40 a 44 | 20    |
| 8     | 35 a 39 | 12    |
| 16    | 30 a 34 | 12    |
| 20    | 25 a 29 | 20    |
| 16    | 20 a 24 | 8     |
| 32    | 15 a 19 | 4     |
| 20    | 10 a 14 | 16    |
| 16    | 5 a 9   | 12    |
| 0     | 0 a 4   | 20    |

## Economia
El 2007 la població en edat de treballar era de 298 persones, 218 eren actives i 80 eren inactives. De les 218 persones actives 204 estaven ocupades (109 homes i 95 dones) i 14 estaven aturades (8 homes i 6 dones). De les 80 persones inactives 38 estaven jubilades, 23 estaven estudiant i 19 estaven classificades com a «altres inactius».

### Ingressos
El 2009 a Champdor hi havia 178 unitats fiscals que integraven 444 persones, la mediana anual d'ingressos fiscals per persona era de 18.090 €.

### Activitats econòmiques
Dels 11 establiments que hi havia el 2007, 3 eren d'empreses extractives, 1 d'una empresa de fabricació d'altres productes industrials, 3 d'empreses de construcció, 2 d'empreses financeres i 2 d'entitats de l'administració pública.
Els 2 serveis als particulars que hi havia el 2009 eren electricistes.
L'any 2000 a Champdor hi havia 4 explotacions agrícoles.

## Equipaments sanitaris i escolars
El 2009 hi havia una escola elemental.

## Poblacions més properes
El següent diagrama mostra les poblacions més properes.